# Flughafen Pachuca

i8
i11
i13
Der Flughafen Pachuca (spanisch Aeropuerto Nacional de Pachuca, ICAO-Code: MMPC) ist ein nationaler Flughafen bei der Stadt Pachuca de Soto im Süden des Bundesstaats Hidalgo in Zentral-Mexiko.

## Lage
Der Flughafen Pachuca liegt bei der im mexikanischen Hochland gelegenen Stadt Pachuca de Soto etwa 80 km (Luftlinie) nordwestlich von Mexiko-Stadt in einer Höhe von ca. 2316 m.

## Flugverbindungen
Wegen der geringen Breite der Start- und Landebahn finden keine Linienflüge statt. Kleinere Flugzeuge und/oder Hubschrauber können hier trainieren.